# Jigme Pema Wangchen
Jigme Pema Wangchen (1963) is een Tibetaans tulku. Hij is de huidige, twaalfde gyalwang drugpa, de belangrijkste geestelijk leiders van de drugpa kagyütraditie in het Tibetaans boeddhisme.